# Atheta crassicornis
Atheta crassicornis är en skalbaggsart som först beskrevs av Fabricius 1793.  Atheta crassicornis ingår i släktet Atheta, och familjen kortvingar. Arten är reproducerande i Sverige.